# Hamza Bakır
Muhammet Hamza Bakır (ur. 20 stycznia 2001) – turecki zapaśnik walczący w stylu klasycznym. Olimpijczyk z Paryża 2024, gdzie zajął czternaste miejsce w kategorii 130 kg.
Wicemistrz Europy w 2025. Mistrz świata U-23 w 2023, a także trzeci na ME w 2023 i 2024. Mistrz świata juniorów w 2021 i Europy w 2019 i 2021 roku.